# Asch-Schura
Asch-Schura (arabisch الشورى, DMG aš-Šūrā ‚Die Beratung‘) ist die 42. Sure des Korans, sie enthält 53 Verse. Die Verkündigung der Sure fällt in die dritte mekkanische Periode (620–622), mit Ausnahme der Verse 23 bis 27, die von Ibn Abbas und as-Suyuti in die medinische Zeit datiert werden, da sie im Zusammenhang mit der Auseinandersetzung mit den Juden und Christen und dem Leben der Gemeinde in Medina stehen. Der Titel der Sure bezieht sich auf Vers 38, in dem das Prinzip der Beratung (Schura) in die politische Struktur der islamischen Gesellschaft eingeführt wird. 
Die Sure beginnt nach der einleitenden Basmala mit fünf geheimnisvollen Buchstaben. Sie enthält zahlreiche Themen, die aus der mekkanischen Periode geläufig sind: Lobpreis der Allmacht Gottes, seiner Schöpfung und der göttlichen Herkunft des Korans. Die „Mutter der Städte“ in Vers 7 ist Mekka, und der Ausspruch „Nichts ist ihm gleich“ in Vers 11 wendet sich gegen Anthropomorphismus bzw. Vermenschlichung Gottes. Die Sure enthält zudem Hinweise auf „die Waage“ als Symbol der göttlichen Gerechtigkeit sowie auf die Haltung der Gläubigen und Ungläubigen. Die abschließenden Verse 51–53 beschreiben die verschiedenen Arten der Rede Gottes: entweder durch Offenbarung, „hinter einem Vorhang“ (Hidschab) oder „indem er einen Boten sendet“, womit der Engel Gabriel gemeint ist.